# Szlachta

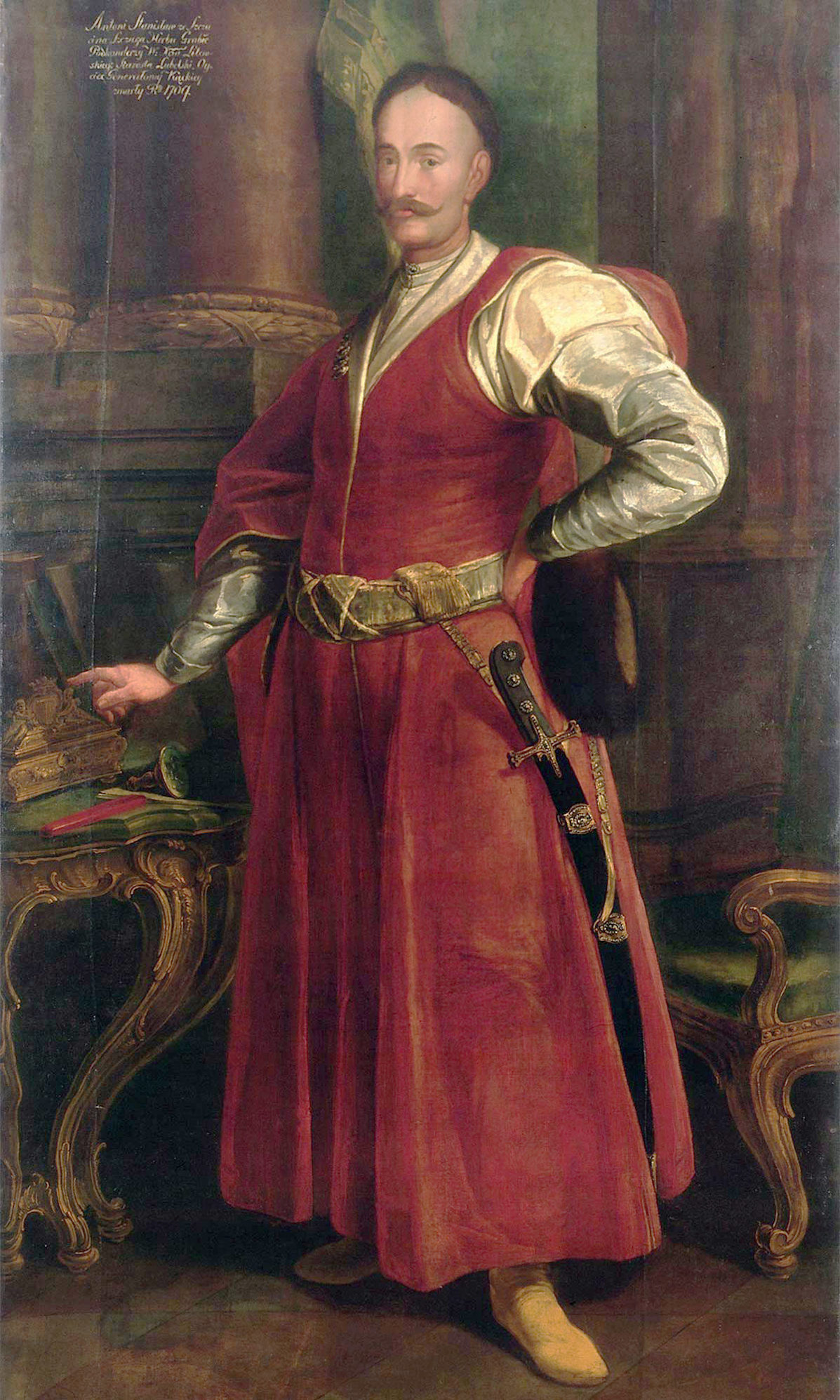
Ein polnischer Magnat der aus dem Kleinadel kam, Privatsekretär von König Sobieski und Vizekanzler von Litauen unter August II. (Szlachcic) im Sarmatenkleid, 17. Jh.

Die Szlachta [ʂlaxta] anhörenⓘ (vom altdt. slahta „Geschlecht“ oder polnisch szlachcic und z lachciców „von den Lachiten“) ist die polnische Bezeichnung für die Gesamtheit des polnischen Adels. Dazu gehörten die mächtigen Magnaten (der polnische Hochadel) ebenso wie der – sehr verbreitete – kleine Landadel und Stadtadel.

## Begriff
Oft wird die Szlachta im Alltagssprachgebrauch auf den polnischen Landadel oder Kleinadel reduziert, was aber nicht zutrifft. Die Szlachta nahm im europäischen Maßstab eine Ausnahmestellung ein, weil sie je nach Region 8–15 % der Bevölkerung umfasste und im Königreich Polen Politik, Gesellschaft und Wirtschaft so sehr dominierte, dass sich das Königreich in eine Adelsrepublik verwandelte. Auf dem Höhepunkt einer für das Staatswesen tödlichen Adelsomnipotenz subsumierte sie im Sarmatentum die Gesamtheit der Rechte, die ihr durch die Jahrhunderte zugefallen war, unter dem Begriff „Goldene Freiheit“ und machte ihn zum Kernbegriff der polnischen Verfassungsgeschichte. Dass gegen Ende des 18. Jahrhunderts jeder sechste Pole ein Kleinadeliger war, prägt das Bewusstsein der modernen polnischen Nation ebenso nachhaltig wie die selbstkritische Frage, ob es nicht gerade diese Dominanz des Adels – die von Standesegoismus bestimmte Verfasstheit und Reformunfähigkeit der Adelsrepublik – gewesen sein könnte, die zwischen 1772 und 1795 zu deren Untergang führte.
Die Szlachta spielte innerhalb der polnischen Gesellschaft bis weit ins 20. Jahrhundert hinein eine außergewöhnlich große Rolle und prägte durch ihre Präsenz, ihr Verhalten und ihre Mentalität die polnische Kultur tief. Sämtliche Adelsprivilegien wurden 1945 durch Wiedereinführung der März-Verfassung von 1921 abgeschafft.

## Organisation des Adels

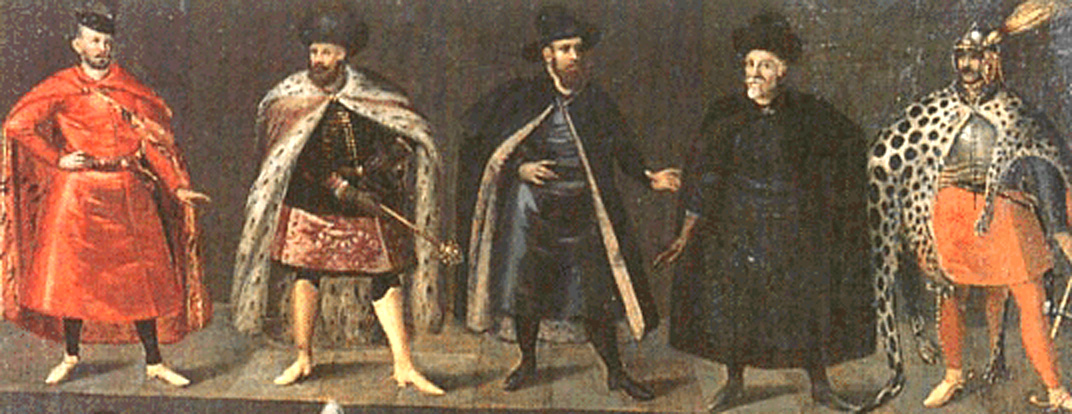
Polnische Adelige in ihrer Tracht (17. Jahrhundert)

Die Organisation des Adels war untereinander von allgemeiner Gleichrangigkeit geprägt. Nominell waren alle Edelleute in der „Königlichen Republik“ ebenbürtig. Alle Mitglieder des Adels waren – im Gegensatz zur unfreien Mehrheitsbevölkerung –  gleichberechtigte Staatsbürger. Sie hatten das Recht, immer Waffen zu tragen und besaßen das alleinige Stimm- und Wahlrecht für den Sejm (das Adelsparlament). Ihre Besitzungen waren unbeschränktes Eigentum ihrer selbst. Die Zugehörigkeit zur Adelsschicht beruhte auf der Abstammung aus einem adeligen Geschlecht.
Prinzipiell gab es eine Gleichheit des Adels, die wirtschaftlichen, rechtlichen und politischen Privilegien betreffend. Dennoch gab es zwei Schichten: den Kleinadel und die Magnaten (den Hochadel). Es gab keine Titel, aber bestimmte Anredeformen. Wenn ein Vertreter aus dem Kleinadel einen höher gestellten Adeligen traf, begrüßte er ihn mit „Hochwürdiger Herr“, dieser entgegnete „Herr“. Trafen sich zwei aus der gleichen Schicht, begrüßten sie sich mit „Bruder“.

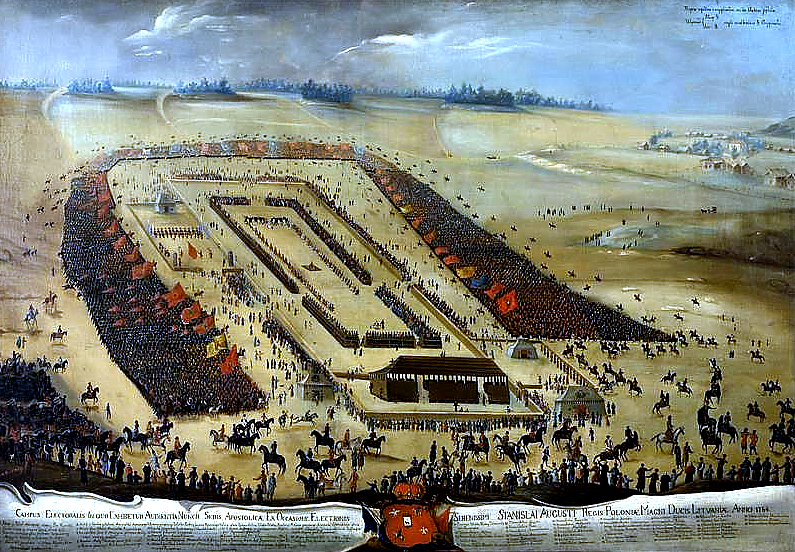
Abhaltung des Sejm unter freiem Himmel, zur Königswahl von Stanislaus II. August Poniatowski 1764

1182 beschlossen die Mitglieder des Sejm die ersten Regeln, um den absolutistischen Tendenzen der Monarchen entgegenzuwirken. Bis ins 15. Jahrhundert wurden die Zusammenkünfte und Beratungen noch unregelmäßig abgehalten und nur zu wichtigen Anlässen einberufen. In seiner heutigen institutionalisierten Form existiert der Sejm seit 1493. Seit dieser Zeit fanden alle zwei Jahre für sechs Wochen regelmäßige Versammlungen statt, wobei Sondersitzungen aus wichtigen Anlässen möglich waren. Zum Kompetenzbereich des Sejm gehörten u. a. die Wahl des Königs (Wahlmonarchie) und die Steuerpolitik. Die höhere Kammer (Senat) bestand aus höchsten Würdenträgern und Bischöfen, die niedrigere (Sejm) aus Abgeordneten, die durch Parlamente einzelner Provinzen (Sejmiks) abgesandt wurden. Passives und aktives Wahlrecht besaßen nur Vertreter des Landadels (der Szlachta), die bis zu 15 Prozent der Bevölkerung ausmachten und die unabhängig von ihrem materiellen Status alle Bürgerrechte im heutigen Sinn innehatten.
Die Magnaten hatten sich wegen des Wahlrechts aller Kleinadligen stets um eine ausreichende Gefolgschaft für ihre Interessenpolitik zu bemühen. Dies erreichten sie manchmal durch Zahlungen, weshalb Königswahlen oft mit gewaltigem Aufwand erkauft wurden, manchmal durch Zwang, den sie auf den wirtschaftlich von ihnen abhängigen „Bauernadel“ sowie ihre unbegüterte militärische Gefolgschaft ausübten.

## Wappen
Um 1200 begann der Adel Wappen zu führen. Im Unterschied zum übrigen Europa gab es jedoch keine Familienwappen, sondern etwa 160 bis 170 Wappengemeinschaften (pln. Rody herbowe), so dass dieselben Wappen von mehreren Familien geführt wurden. Die Wappengemeinschaften blieben großteils bis 1815 bestehen.

## Adelstitel
Um dem Adel anzugehören, musste man seit 1347 die adlige Geburt, seit 1412 auch die Berechtigung zur Führung eines Wappens nachweisen.
Vom Mittelalter bis 1569 gab es in Polen keine erblichen Adelstitel. Die Titel der obersten Beamten, Comes (Graf), und der Mitglieder des Königlichen Rates, Baro (Baron), waren nicht erblich. Versuche, die Titel (Amt und Bezeichnung) in Familien erblich zu machen, wurden durch König Władysław I. Ellenlang (1260–1333) und den Sejm vereitelt.
1496 verbot man dem Adel alle Beschäftigungen außer dem Ackerbau und dem Waffendienst. Ein Teil der Staatsgüter wurde parzelliert und, um die gesellschaftliche Position des Adels zu sichern, ärmeren und besitzlosen Adligen zugewiesen. Auf diese Weise entstanden, vor allem in Mittel- und Ostpolen, die Adelsdörfer. Nicht selten lebten in einem Dorf 20 bis 30 adelige Familien. Noch heute gibt es diese Dörfer mit ihren Traditionen, etwa in der Gegend von Siedlce oder Suwałki, aber auch in der Region Masowien. Andere Adelsdörfer waren im Besitz von Tatarenfamilien, deren Vorfahren in den vielen Kriegen in Osteuropa auf Polens Seite gegen Russland oder die Goldene Horde kämpften und dafür geadelt wurden. Die Tataren behielten ihre muslimische Traditionen, noch heute sieht man Dörfer mit kleinen Moscheen im Gebiet von Suwałki.
Vielen Angehörigen des Adels gehörte um 1700 nur noch ein kleines Stückchen Land, da die Höfe durch Erbteilungen immer kleiner wurden. Man witzelte, die Grundstücke seien so klein, dass der Schwanz des Hundes sich schon auf dem Land des Nachbarn befände. Viele Landadelige besaßen nicht einmal das, sondern lebten mit ihrem Pferd, Harnisch und Säbel auf dem Hof eines Magnaten.
Infolge dieser Entwicklung entstanden innerhalb des „einzigen Adelsstandes“ bedeutende Unterschiede. Es gab eine Schicht von sehr reichen Magnaten, die nach der Union mit Litauen erheblich verstärkt wurde, eine vermögende Mittelschicht und die große Masse des Kleinadels, der nobiles pauperes, aus der der Hofadel der Magnaten stammte.

## Politische Bedeutung des Adelsstandes
Bereits im 15. Jahrhundert erreichte der Kleinadel eine größere politische Bedeutung. In mehreren Statuten, insbesondere im Statut von Nieszawa, wurde festgehalten, dass der König die Szlachta vor wichtigen Entscheidungen wie Gesetzesänderungen und Heereseinberufungen zu konsultieren habe. 1505 beim Reichstag zu Radom wurden diese Rechte verbrieft. Im 16. Jahrhundert nahmen viele Adlige zuerst heimlich und ab 1548 öffentlich den evangelischen Glauben an. Ein wichtiger Grund war die erdrückende Feudalmacht der katholischen Kirche, die den meisten missfiel. 1555 am Reichstag von Piotrkow wurde die geistliche Gerichtsbarkeit über Nichtkatholiken abgeschafft. Von den Abgeordneten waren 70 Katholiken (55 Laien und 15 Bischöfe), 58 Protestanten und 2 Orthodoxe.
Der Kleinadel wurde bei den polnischen Königswahlen von den Kandidaten oder ihren Anhängern mit Geld und Alkohol umworben. Jeder einzelne Adlige, auch ein völlig verarmter, konnte durch sein Veto jeden beliebigen Antrag im Sejm zu Fall bringen. Der polnische Staat wurde im Zuge dieser Entwicklung im 17. und 18. Jahrhundert seiner politischen Handlungsfähigkeit beraubt.
Zudem stellte der Adel das Adelsaufgebot, dessen militärischer Wert allerdings mit der Einführung stehender Heere auf ein innenpolitisches Druckmittel reduziert wurde. Wenn dem Adel etwas missfiel, bildete er eine – zeitlich begrenzte – Konföderation, was oft zu bürgerkriegsähnlichen Unruhen führte. In vielen Fällen war der (Klein-)Adel uneinig und schwankte zwischen den Positionen der Magnatenfamilien und deren Parteibildungen. In einigen Fällen war er allerdings dazu imstande, den gewählten König von Polen oder eine Magnatenpartei in die Schranken zu verweisen. Beispiele hierfür sind der Aufstand der Konföderation von Tarnogród von 1715 bis 1716 gegen den wettinischen König August II. („den Starken“) während der Sachsenzeit, der erst durch energische russische „Vermittlungen“ im sogenannten Stummen Sejm von 1717 beendet wurde und die Entmachtung der Magnatenfamilie Sapieha im Großfürstentum Litauen im Jahre 1700.

## Familiennamen der Szlachta

Widmung der Architectura Practica des Johann Christoph von Naumann (1736) an Alexander Joseph Sulkowski, „Reichsgraf, Jägermeister von Litauen und Starost von Sockolnick“ – Graf im Reich, Amtsinhaber in Polen

Mit der Verfestigung eines völlig abgeschlossenen Geburtsstandes nahm die Szlachta im Laufe des 15. Jahrhunderts erstmals von ihren Besitzungen ihre eigenen Familiennamen an, in Großpolen vereinzelt sogar schon im 14. Jahrhundert. Als äußeres Zeichen seiner adligen Herkunft behielt man Wappen bzw. Wappennamen bei und fügte seitdem zur Unterscheidung von den anderen Verzweigungen des Wappengeschlechts den engeren Familiennamen hinzu.
Dabei lässt sich eine grobe Dreiteilung feststellen:
- Familiennamen, gebildet aus einem charakteristischen Beinamen (beispielsweise kot (Katze), żaba (Frosch), kiełbasa (Wurst) oder kostka (Knöchelchen))
- Familiennamen, entstanden aus dem Vornamen eines berühmten Vorfahren mit der Schlusssilbe -icz (beispielsweise Adamowicz, Krzysztofowicz und Narbuttowicz. Zur gleichen Gruppe gehören auch jene Familiennamen mit der verkürzten Form, z. B. Moniuszko (anstelle Moniuszkowicz), Radziwiłł (anstelle Radziwiłłowicz))
- Familiennamen, gebildet nach dem Herkunftsort oder dem Familienbesitz mit der adjektivierenden Schlusssilbe -ski oder -cki [t͡ski] (beispielsweise Litwicki, Lubowski, Lubocki und Narożnicki.[12])

Die letztgenannte Familiennamensgruppe ist in Polen die am weitesten verbreitete und bewirkte in der außerpolnischen Judikatur und Literatur zum Thema polnische Adelsnamen die häufigsten Missverständnisse. Sie entstand erst nach 1500. In der Regel leiten sich die auf -ski oder -cki lautenden Familiennamen vom Namen des Ortes ab, an dem die Familie ihre Besitzungen hatte. Dem Wappennamen wurde in Anlehnung an die westliche Tradition der stammsitzbezogenen Namen der jeweilige Name der Besitzung durch das lateinische de oder das polnische z (auf Deutsch von) verbunden. So bezeichnete sich z. B. Jan des Wappens Jastrzębiec Jan de Byki oder Jan z Byków (Genitiv). Seine Umwelt charakterisierte ihn daneben auch durch den in ein Adjektiv verwandelten Ortsnamen als Pan Bykowski (auf Deutsch „Herr Bykower“) und schließlich ganz einfach als Bykowski – ein Name, der sich auf die Nachkommenschaft forterbte, sofern der namensbegründende Vorfahre sesshaft blieb und nicht nach weiteren neu übernommenen Orten neue Namen annahm (z. B. Marcin ze Siecina zuerst Marcin Sieciński (Martin [der] Sieciner) und nach der Einheirat in das Gut Krasiczyn dann Marcin Krasicki).
Diese Regel erfuhr allerdings einige beachtliche Varianten:
- Das Adelsdorf (poln. zaścianki, okolice)[15] Hier siedelten häufig mehrere nicht blutsverwandte Kleinadelsfamilien, die ihre Abkunft aus verschiedenen Wappengeschlechtern herleiteten. Sie alle nannten sich nach demselben Ort, wodurch gleichnamige nichtverwandte adlige Familien entstanden, die sich nur durch ihr Wappen unterschieden. Sie alle trugen also den gleichen Herkunftsnamen bei verschiedenen Wappen.[16] Das war in Masowien, dem Kolonisationsgebiet von Masuren, Podlachien, Lukow, Samogitien und Mittel-Litauen so.

- Ortsnamen mit Begriffen der ländlichen Fauna und Flora (wie z. B. „Pferde“, poln. konie -> Konarski; „Rinder“, poln. byki -> Bykowski). Als Eigentümer dieser verstreuten, gleichnamigen Dörfer kamen Mitglieder verschiedener Wappengeschlechter in Frage. So entsprach etwa einem Bykowski des Wappens Jastrzębiec irgendwo in Polen-Litauen ein Bykowski des Wappens Dołęga. Alle führten sie zufällig gleichlautende Herkunftsnamen, waren jedoch durch ihre verschiedene Wappenzugehörigkeit nicht miteinander verwandt.

- Gleiche Wappennamen bei unterschiedlichen adjektivischen Familiennamen. Dies liegt darin begründet, dass infolge des Erbteilungsprinzips häufig Brüder verschiedene Besitzungen hatten und sich demnach verschieden nannten. Die Familien Tarnowski, Jarosławski und Rzeszowski etwa lassen sich genealogisch auf drei (dem Wappengeschlecht Leliwa entstammende) Brüder zurückführen, die ihre Namen von den ererbten Gütern Tarnów, Jarosław und Rzeszów annahmen.[17] Auf diese Weise verzweigten sich einzelne Wappenstämme in oft zahlreiche Linien mit unterschiedlichen Familiennamen. Das Wappen Lubicz z. B. führen 284 Familien und das Wappen Jastrzębiec teilen sich gar 500 Familien.[18]

- Familiennamen adliger Familien, die auch von bäuerlicher und bürgerlicher Bevölkerung getragen wurden. Obwohl die Mehrzahl bäuerlicher und bürgerlicher Namen keine Entsprechung in gleichlautenden Adelsnamen findet[19] liegt die Erklärung hierfür darin, dass die Dienstleute von ihrer Umgebung offensichtlich mit der gleichen adjektivierten Herkunftsbezeichnung charakterisiert wurden wie ihre Herrschaft: So hießen z. B. die Dienstleute der Bykower Bykowski.[20] Nach den Teilungen Polens konnten in 49 Fällen gegrafte Senatorenfamilien auf bürgerliche bzw. bäuerliche Namensvettern verweisen.[21]

Insofern sind Familiennamen im Polnischen keine Adelsnamen, weil sie nichts über die Standeszugehörigkeit ihrer Träger aussagen. Aufgrund des Familiennamens lässt sich nicht sagen, ob man es mit einer bürgerlichen, bäuerlichen oder adligen Familie zu tun hat. Darum muss die Beifügung des Wappen- bzw. Geschlechternamens zum Familiennamen als der einzige Hinweis des Namens auf eine adlige Abstammung gesehen werden.

## Geadelte Neophyten in der Szlachta
Gemäß Kapitel 12, Artikel 7, Satz 12 des III. Litauischen Statuts von 1588 waren Neophyten (frisch getaufte Juden, Karäer, Tataren) und ihre Nachkommen in die Szlachta aufzunehmen und damit faktisch zu nobilitieren. Diese Regelung blieb jedoch zunächst bedeutungslos, weil allein deshalb kaum jemand zur Taufe schritt.
Eine besondere Situation entstand 1764 im Großfürstentum Litauen. Nachdem Pfarrer Józef Stefan Turczynowicz mithilfe seines 1737 gegründeten Mariawitki-Ordens eine großzügige Missionstätigkeit im ganzen Großfürstentum entfaltete und diese auf dem Gebiet der Judenbekehrung erstmals größere Erfolge erzielte, zeichnete sich ab, dass sich mit Caritas allein trotzdem nur jüdische Mädchen und Frauen bekehren ließen. Um die männlichen Juden zur Taufe heranzulocken, erwirkte Turczynewicz deshalb 1764 zusammen mit einflussreichen polnischen Adligen beim König Stanislaus II. August Poniatowski ein Dekret, demzufolge die distinguierten Neophyten unter seinen Täuflingen in den Adelsstand erhoben wurden. War der Jude von der polnischen Gesellschaft als minderwertiges Wesen betrachtet, so sollte jetzt die Kirche beweisen, dass durch nawrócenie (poln., die Bekehrung) auch die Schranken der sozialen Ungleichheit aufgehoben und die Juden in sozialer Hinsicht den höheren polnischen Volksschichten (Beamte und Adel) gleichgestellt werden. Insgesamt 52 distinguierte Neophyten der „Kinder“ Turczynewiczs, die mit Ausnahme einiger (wie Theodor Dessau, der aus Deutschland stammt) allesamt aus dem Großfürstentum Litauen kamen und heute namentlich nach Kirchenmatrikeln in Jeśke-Choiński's Buch Neofici Polscy (Die Neophyten Polens), S. 21–24 gelistet sind, wurden von König Stanisław II. August Poniatowski zwischen 1764 und 1765 in die Szlachta nobilitiert. Sie erhielten zumeist hohe Ämter (z. B. Oberstleutnant in der polnischen Kronarmee) und bildeten den Grundstock einer einflussreichen Gruppe innerhalb des polnischen Kleinadels im 19. Jahrhundert, der in der Gesellschaft eine führende Rolle spielte, so beispielsweise die Familien Dobrowolski, Dziokowski, Jeleński und Szymański.
Während Turczynewicz mit dem Mariawitki-Orden im Großfürstentum eine breite Tätigkeit entfaltete, hatte dort 1759 auch eine jüdische Bewegung selbst den Anstoß zu einer starken Taufbewegung gegeben, der Frankismus. Zwar lag dem Stifter Jakob Joseph Frank anfangs fern, die Juden zur Taufe zu führen, aber infolge allzu komplizierter Umstände ist er allmählich zu diesem Schritt geführt worden. Ebenso wie Schabbtai Zvi sich mehr durch äußere Umstände veranlasst in den Schoß des Islam warf, taten es die Frankisten, die heute noch an ihren Namen Kwieciński (Taufe im April, poln. kwiecień), [Litwicki] (nach Litwa, Litauen), Majewski (Taufe im Mai), Krzyżanowski, Krysiński (von „Kreuz“ abgeleitet) oder Wołowski (Übersetzung aus dem Hebräischen) erkennbar sind. Der polnische Historiker Aleksander Kraushar vermutet, dass unter den 1764 und 1765 geadelten, distinguierten Neophyten einige Frankisten waren. Jeśke-Choiński hält das für ausgeschlossen.
Um die „Neophyten-Frage“ kam es 1764 bei der Szlachta zu heftigen Kontroversen. Es erwachten alte Existenzängste. Die polnischen Kleinadligen sorgten sich um die Rechte des Geburtsadels. In den Kleinsejms der Provinzen wurden die Probleme diskutiert, bevor im Mai 1764 der Konvokationssejm in Warschau zusammentrat. In dieser Debatte siegte der Rassismus, da die Szlachta zwischen gebürtigen Adeligen und getauften Juden unterschiedliche Rechte einzuführen beabsichtigte. Diejenigen, die in den Städten leben wollten, sollten keinen adeligen Titel bekommen, sondern als normale Stadtbürger angesehen werden. Der Konvokationssejm entschied daher, die Neophyten und ihre Nachkommen vor die Wahl zu stellen, sich entweder in den Bürgerstand aufnehmen zu lassen (um die gleichen Vorrechte wie die Stadtadeligen zu genießen) oder sich als den Grundherrn tributpflichtige Landwirte niederzulassen. Getaufte Juden, die „mangels Kenntnis ihrer Abstammung“ Staatsämter bekleideten, sollten davon enthoben werden. Kleinadelige Familien jüdischer Herkunft waren über die neuen Gesetze entsetzt. Sie versuchten, die Sejmabgeordneten für den 1764 ebenfalls tagenden Krönungssejm für ihre Rechte zu gewinnen. Vermutlich haben sich auch Kirchenvertreter oder adelige Taufpaten der Neophyten für ihre Schützlinge eingesetzt, der Krönungssejm nahm schließlich einen Teil der Beschlüsse zurück. Gemäß dem Litauer Statut sollten die im Großfürstentum Litauen Wohnhaften sowie die vor 1764 Getauften von den Beschränkungen nicht betroffen sein.

## Die Szlachta nach den Teilungen Polens
Mit den Teilungen Polens ergab sich eine große Veränderung der Situation der Szlachta. Die Teilungsmächte forderten die Adelsnachweise neu ein. Viele verarmte Kleinadelige konnten ihre Herkunft nicht nachweisen und verloren so die Adelswürde. So wurde der Kleinadel zwar entmachtet, behielt aber seine Traditionen und bildete das Rückgrat der folgenden polnischen Nationalaufstände.
Die ehemaligen Kleinadligen halfen einander und arbeiteten auch mit denen, die ihre Titel behalten hatten, zusammen. So kam es, dass die Teilungsmächte dem Druck des verbündeten Kleinadels nachgeben mussten und den meisten Kleinadeligen den Adelsstand wieder zuerkannten. Die Kleinadligen, deren Adelsstand nicht aberkannt worden war, wurden meistens auch in den Adel der jeweiligen Besatzungsmacht, also den preußischen, russischen oder österreichischen Adel aufgenommen und erhielten dort das Adelsprädikat „von“ zuerkannt; sofern es sich um wohlhabende oder sich verdient machende Geschlechter handelte, erhielten sie auch bisweilen eine Standeserhöhung mit einem Adelstitel wie Freiherr; die Magnaten wurden auch – sofern noch nicht zuvor geschehen – zu Grafen oder Fürsten erhoben. So wurde z. B. 1854 aus dem Pan Taczanowski („Herr von Taczanów“) ein „Graf von Taczanowski“, was jedoch einen völlig falschen Umgang mit den polnischen besitzbezogenen Familienbezeichnungen darstellt. Wie erwähnt, bedeuten die adjektivischen Namensendungen -ski, -cki, -icz schließlich schon ein „von“. Dem Wortsinne nach hätte der neue Graf also eigentlich „Graf von Taczanów“ heißen sollen.
Den Kleinadeligen, denen ihre Adelswürde ursprünglich aberkannt worden war, blieb auch später eine Aufnahme in den Adel der Okkupanten verwehrt. Der Hochadel behielt dagegen alle Privilegien und bekam seine Fürstentitel bestätigt, der Mitteladel bekam die ersehnten Grafentitel und die Erlaubnis, Fideikommisse zu gründen. In Galizien und Lodomerien wurde eine besondere Adelsmatrikel angelegt und viele neue Nobilitierungen mit dem in Österreich für den Briefadel üblichen Titel „Ritter von …“ durchgeführt.
In Preußen garantierte 1772 Friedrich der Große nach der Ersten Polnischen Teilung dem polnischen Adel seinen Stand und Besitz. Seine Nachfolger führten viele Standeserhöhungen durch (vor allem der Grafenstand wurde verliehen, zunächst für alle Nachkommen einer Familie, nach 1871 meist nur noch für den jeweiligen Besitzer eines Fideikommisses, während die übrigen Nachkommen einfache „Herren von …“ blieben, um – wie in den altpreußischen Gebieten auch – einer Inflation besitzloser Titelträger vorzubeugen, wie sie in Österreich seit langem um sich griff). In Russland bestand ein besonderer Matrikel nur für Kongresspolen, der Rest des polnischen Adels wurde dem russischen Adel einverleibt. Polnische Adelsfrauen trugen für 125 Jahre nur Schwarz zur Trauer, dass es Polen nicht mehr gab.
Die Niederlagen der großen Aufstände gegen das Russische Kaiserreich von 1830 (Novemberaufstand) und 1863 (Januaraufstand) brachten eine wesentliche Verschlechterung der Situation mancher beteiligter Magnaten und auch des Mitteladels. Bekannt wurde die Flucht der Fürstin Isabella Czartoryska ins österreichisch regierte Galizien. Güter wurden konfisziert, die Inhaber oft für Jahrzehnte nach Sibirien deportiert. Nach der Rückkehr mussten sie bürgerliche oder sogar handwerkliche Berufe ergreifen (siehe: Adam Asnyk). Allmählich wurde diese enteignete Klasse des Mittel- und Kleinadels zum Rückgrat der polnischen Intelligenzija, in welcher patriotische Traditionen fortlebten.

## Die Szlachta nach 1918
Im neugegründeten Polen von 1918 wurden sämtliche Adelsprivilegien durch die Verfassung von 1921 abgeschafft und der Gebrauch von Titeln verboten. Die adligen Gutsherren behielten allerdings eine nicht zu unterschätzende Machtposition durch ihren Besitz von etwa 40 % des Ackerlandes. Die neue Verfassung vom Jahre 1935 hob die Abschaffung von 1921 wieder auf, ohne den Adel jedoch ausdrücklich neu zu gründen. Von 1936 an tolerierte man stillschweigend das Wiederaufleben des Titelgebrauchs (auch in amtlichen Dokumenten) nach deutschem Muster. Aus „Graf Bogdan von Hutten-Czapski“ wurde „Bogdan Graf von Hutten-Czapski“.
1945 wurden die Adelsprivilegien durch Wiedereinführung der Verfassung von 1921 endgültig abgeschafft und die Güter parzelliert. Bis etwa 1947 beließ man dem Adel seine Herrenhäuser und Schlösser (die er allerdings mit vielen Mietern, die vom Wohnungsamt zugewiesen wurden, teilen musste) und Restgüter (in Großpolen bis 100 ha, im übrigen Lande 50 ha). Ohne wirtschaftliches Rückgrat waren die großen Gebäude allerdings kaum zu erhalten. Nach der Rückkehr zur Marktwirtschaft 1990 wurden die Enteignungen des Ackerlandes und der Herrenhäuser – anders als in Tschechien – nicht rückgängig gemacht.

## Die Nachkommen des polnischen Kleinadels heute
Nach 1990 entstanden wieder Adelsverbände und Bruderschaften der Wappenfamilien, welche vereinzelt ihre einstigen Titel wieder zu verwenden suchen – allerdings nicht in amtlichen Papieren. Viele der einstigen Kleinadligen fügen ihrem Familiennamen die Bezeichnung des Wappens (eine polnische Besonderheit) bei, z. B. „Rogala-Krasicki“, um sich von nichtadeligen Krasickis zu unterscheiden.
Die Gesamtzahl der noch heute (2004) existierenden einstigen polnischen Adelsfamilien beträgt (Kleinadel nur teilweise mitgerechnet) etwa 23.000–25.000 Geschlechter. Ihre Herkunft spiegelt die Vergangenheit des einst riesigen Landes wider. Es sind vor allem ethnische Polen, aber auch Armenier, Deutsche, Engländer, Franzosen, Holländer, Italiener, Juden, Kosaken, Litauer, Slowaken, Schotten, Tataren (bis heute Muslime), Ukrainer und Tschechen.
Heute leben noch 16 der einstigen polnischen Fürstengeschlechter. Darunter die Nachkommen der Rurik (Czetwertyński, Drucki-Lubecki, Massalski, Ogiński, Puzyna), der Gediminas (Czartoryski, Sanguszko, Woroniecki), altlitauischer dynastischer Geschlechter (Giedroyć, Radziwiłł, Sapieha), von Reichsfürsten und österreichischen Fürsten (Lubomirski, Poniatowski, Sułkowski), russischer Fürsten (Światopełk-Mirski) und preußischer Fürsten (Radolin). 1 Geschlecht (Wielopolski) führte einen päpstlichen Markgrafentitel, 104 Geschlechter waren Reichsgrafen oder österreichische Grafen, 41 Geschlechter waren preußische oder deutsche Grafen, 17 Geschlechter waren päpstliche Grafen, 9 Geschlechter waren russische Grafen, 4 Geschlechter waren sächsische Grafen und 2 waren italienische Grafen. 19 Geschlechter waren österreichische Freiherren, 13 waren napoleonische Freiherren, 3 waren polnische Freiherren, 1 waren russische Freiherren und 1 Freiherren von Sachsen-Coburg-Gotha. 35 Geschlechter führten einst den napoleonischen Titel Chevalier de l’Empire.